# Ageratum cordatum
Ageratum cordatum là một loài thực vật có hoa trong họ Cúc. Loài này được (S.F.Blake) L.O.Williams mô tả khoa học đầu tiên năm 1975.